# Stazione di Castellana Grotte
La stazione di Castellana Grotte è una stazione ferroviaria della ferrovia Bari-Taranto.
Serve il comune di Castellana Grotte, nella città metropolitana di Bari.
È gestita delle Ferrovie del Sud Est.
Da giugno 2019 al 9 giugno 2024 la stazione non è stata attiva per lavori di potenziamento infrastrutturale della linea e per tale motivo fu predisposto un servizio automobilistico sostitutivo.
Dal 9 giugno 2024 la stazione riapre insieme al tratto Rutigliano-Putignano.

## Servizi
La stazione dispone di:
- Biglietteria automatica
- Servizi igienici
- Area per l'attesa
- Accessibilità per portatori di handicap
- Parcheggio di scambio
- Capolinea autolinee urbane ed extraurbane

## Movimento
La stazione è servita dai treni regionali svolti dalle Ferrovie del Sud Est nella relazione Putignano - Rutigliano della linea 1.